# Украинизация
Украиниза́ция (укр. українізація) — комплекс мер, осуществляемых официальными властями, направленных на продвижение и внедрение элементов украинского языка и украинской культуры.
В 1920—1930-е годы такая политика проводилась в жизнь партийно-государственным руководством и общественными организациями Украинской ССР, а также РСФСР (до декабря 1932 года). Советская украинизация 1920—1930-х годов являлась составным элементом общесоюзной кампании коренизации. После 1991 года данный термин относится к политике властей независимой Украины.

## Идеологическая основа
Термин «украинизация» предложил в 1907 году Михаил Грушевский. В Советской России украинизация поначалу рассматривалась как закономерный исторический процесс. Иосиф Сталин считал, что русскоязычные города, окружённые украиноязычными сёлами, обречены на украинизацию. В своем выступлении на X съезде РКП(б) в 1921 году Сталин заявил:
Нельзя идти против истории. Ясно, что если в городах Украины до сих пор ещё преобладают русские элементы, то с течением времени эти города будут неизбежно украинизированы. Лет 40 тому назад Рига представляла собой немецкий город. Но так как города растут за счет деревень, а деревня является хранительницей национальности, то теперь Рига — чисто латышский город. Лет 50 назад все города Венгрии имели немецкий характер, теперь они мадьяризированы. То же можно сказать о тех городах Украины, которые носят русский характер и которые будут украинизированы, потому что города растут за счёт деревни. Деревня — это хранительница украинского языка, и он войдет во все украинские города как господствующий элемент

## Украинизация 1917—1919 годов

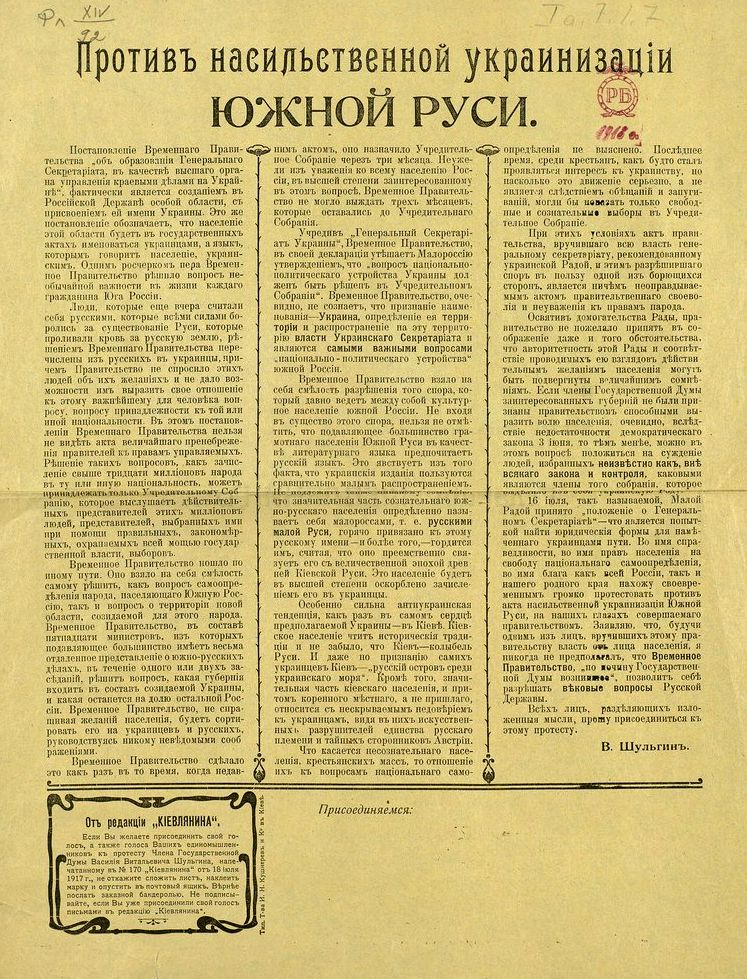
Протест Члена Государственной Думы Василия Витальевича Шульгина, напечатанный в № 170 «Киевлянина» от 18 Июля 1917 г.

Февральская революция в России привела к подъёму украинского националистического движения. Была создана Украинская Центральная рада, провозгласившая Украинскую народную республику во главе со сторонником украинизации Михаилом Грушевским. Уже 18 марта 1917 года в Киеве была открыта первая украинская гимназия им. Т. Г. Шевченко, в апреле и августе того же года прошли всеукраинские учительские съезды, участники которых требовали украинизации школьного обучения. Всего за 1917 год было открыто 215 украинских школ, вышло 747 наименований книг на украинском языке, а также 106 украиноязычных периодических изданий. Вопрос об украинизации стал ещё активнее обсуждаться в гетманской Украине, где украинский был объявлен государственным языком, на нём было предписано проводить все официальное общение в воинских частях, только им было разрешено пользоваться работникам связи в служебное время. В августе — сентябре 1918 года гетманские власти предписали обязательно изучать украинский язык и литературу, историю и географию Украины во всех средних общеобразовательных и профессиональных школах, духовных и учительских семинариях и институтах. В сентябре 1918 года российские вузы (университеты св. Владимира в Киеве, Харьковский и Новороссийский, Екатеринославский горный, Харьковский технологический и ветеринарный, Киевский политехнический институты) были объявлены украинскими государственными вузами. В 1918 году на украинском языке вышло уже 212 периодических изданий и 1084 наименования книг. Появились кафедры украиноведения и национальные украинские театры. Украинизация вызвала ряд протестов со стороны интеллигенции. В декабре 1918 года было установлено, что труды недавно созданной Украинской Академии наук должны издаваться на украинском языке и по желанию — одновременно на французском, немецком, английском, итальянском или на латинском.
Украинизация была продолжена Директорией УНР. Уже 1 января 1919 года украинский язык был объявлен обязательным для употребления во всех правительственных и общественных учреждениях. 30 января того же года украинский язык был официально провозглашён языком преподавания во всех школах республики. Переход на украинский язык обучения следовало завершить до 1 июля 1919 года. Осуществить эти преобразования не удалось, так как уже 5 февраля 1919 года в Киев вступили большевики. Была провозглашена Украинская советская социалистическая республика, а украинизация «сверху» была фактически приостановлена. В марте 1919 года Наркомпрос УССР отменил государственный язык, провозгласил равноправие языков и предоставил «право населению на местах» определять язык обучения, при условии, что обязательными школьными предметами будут история Украины и один из местных языков.

## Советская украинизация 1920—1930-х годов

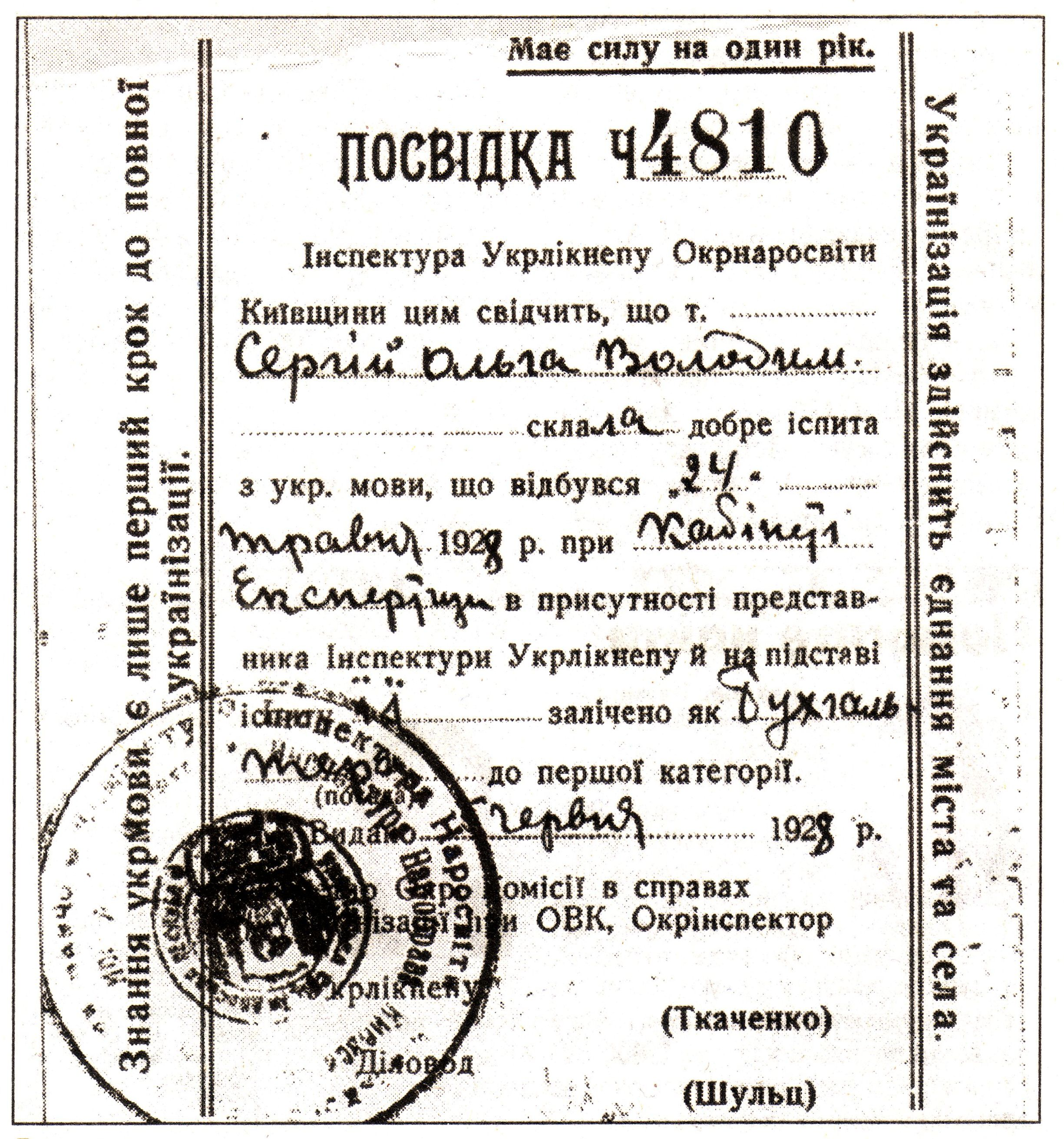
Справка (Посвідка) о сдаче бухгалтером экзаменов на знание украинского языка, без которой не принимали на работу. Киевская область, 1928. Надписи: «Украинизация совершит объединение города и села» и «Знание украинского языка — только первый шаг к полной украинизации». Фамилия получателя также украинизирована.

С 1920 года большевики УССР начали украинизацию на республиканском уровне.
4 мая 1920 г. Наркомпрос Украины принял постановление «О подготовке работников просвещения с обязательным обучением украинскому языку».
21 сентября 1920 г. было принято Постановление Совета Народных Комиссаров УССР, предусматривавшее обязательное изучение украинского языка во всех «учебно-воспитательных учреждениях с украинским языком преподавания», вменявшее в обязанность Государственного издательства «озаботиться изданием… достаточного количества учебных пособий на украинском языке, равно как художественной литературы и всех прочих изданий», популярной и пропагандистской литературы. Исполкомам было поручено в обязательном порядке издавать в каждом губернском городе «не менее одной украинской газеты». Во всех губернских и уездных городах надлежало создать вечерние школы для обучения украинскому языку советских служащих.
21 октября 1920 г. Совнарком УССР выпустил постановление о введении украинского языка во всех «учебно-воспитательных заведениях с неукраинским языком обучения».
30 мая 1921 года на базе Правописно-терминологической комиссии при Историко-филологическом отделении ВУАН и Терминологической комиссии Украинского научного товарищества в Киеве был создан Институт украинского научного языка. Тем не менее, в 1920—1922 годах количество издаваемых газет на украинском языке сократилось. В 1920 году выходило 87 украинских газет, в 1922 году — только 30. За этот же период уменьшилось число русских газет (хотя они все равно преобладали) — с 266 до 102.
С 1923 года украинизация получила поддержку союзных властей. В апреле 1923 г. XII съезд РКП(б) объявил коренизацию официальным курсом партии в национальном вопросе. В июле — августе 1923 года в УССР вышли два постановления, одно из которых предусматривало, что вновь поступающие на государственную службу должны изучить украинский язык в течение 6 месяцев, а те, кто уже находится на госслужбе, — в течение 1 года. Также постепенно увеличивалось количество газет на украинском языке — в 1924 году их было уже 36 (на русском выходило 95). 30 апреля 1925 года было опубликовано совместное постановление ВУЦИК и СНК УССР «О мерах срочного проведения полной украинизации советского аппарата», по которому перейти на украинское делопроизводство в государственных учреждениях и государственных торгово-промышленных предприятиях надлежало не позднее 1 января 1926 года. Рабоче-крестьянской инспекции предписывалось периодически проверять украинизацию советского аппарата. 15-й пункт постановления гласил: «сотрудники государственных учреждений и государственных торгово-промышленных предприятий, у которых замечено будет отрицательное отношение к украинизации, выражающееся в том, что за истекший период они не принимали никаких мер к изучению украинского языка, могут быть администрацией этих учреждений и предприятий уволены без выдачи выходного пособия». Центральная всеукраинская комиссия по украинизации советского аппарата 30 декабря 1925 года решила показательно уволить нескольких служащих за враждебное отношение к украинскому языку, но уже 1 февраля 1926 года увольнения были объявлены условными. В апреле 1926 года властями УССР было установлено, что при увольнении за незнание украинского языка не применяются положения Кодекса законов о труде, предусматривающие передачу вопроса об увольнении на рассмотрение конфликтно-оценочной комиссии.
Из государственного архива Луганской области:

«Подтвердить, что на службу можно принимать только лиц, владеющих украинским языком, а не владеющих можно принимать только по согласованию с Окружной комиссией по украинизации». (Р-401 оп.1, д.82)
Президиум Луганского Окр. исполкома: «Подтвердить сотрудникам, что неаккуратное посещение курсов и нежелание изучать украинский язык влечёт за собой их увольнение со службы». (Р-401, оп.1, дело 72).

Политика украинизации кадров дала свои результаты. В 1926 году украинцы составили 54 % государственных служащих УССР. Ещё быстрее шла украинизация партии. В 1920 году украинцы составили 20,1 % коммунистов, в 1925 году уже 52,0 %, в 1933 году — 60,0 %.
Местных кадров для проведения украинизации не хватало. Потому власти УССР приняли решение привлечь к этому делу украинских националистов-эмигрантов, в том числе галичан. Им разрешили вернуться (в том числе лидерам) и назначали на посты в Наркомпросе. Среди возвратившихся в 1920-е годы были такие видные националисты, как М. С. Грушевский, С. Л. Рудницкий и М. М. Лозинский. Общее число прибывших из Галиции составило, по оценкам М. С. Грушевского, около 50 тыс. человек. В 1928 году была проведена реформа украинского правописания, благодаря этому украинский язык приобрёл «графическую самостоятельность».
Украинизировались газеты, школы, вузы, театры, учреждения, надписи, вывески и т. д. В Одессе, где учащиеся-украинцы составляли менее трети, были украинизированы все школы. В 1930 г. на Украине оставалось только 3 большие русскоязычные газеты. В июле 1930 года президиум Сталинского окрисполкома принял решение «привлекать к уголовной ответственности руководителей организаций, формально относящихся к украинизации, не нашедших способов украинизировать подчинённых, нарушающих действующее законодательство в деле украинизации».
С 1924 года украинизация сочеталась с образованием на территории Украинской ССР (как и целом по СССР) большого числа национальных районов и национальных сельсоветов для нацменьшинств. В 1930 году в УССР существовали 26 национальных районов и 1121 национальный сельсовет.
Украинизация шла не только на территории Украинской ССР. В фактически зависимой от РСФСР Дальневосточной республике в 1920—1922 годах действовали украинские общественные организации, а также украинские школы. В ноябре 1921 года Министерство по национальным делам Дальневосточной республики позволило Благовещенской уездной раде организовать украинскую культурно-национальную автономию в Амурской области, а Николай Михайлович Левицкий стал главой национального подотдела при Амурском областном управлении.
В Дальневосточной республике действовали школы для национальных меньшинств. Школа передавалась национальной организации, если не менее 75 % учеников принадлежали к национальному меньшинству и если родители учеников входили в данную организацию. В итоге к ноябрю 1921 года в Дальневосточной республике были десятки национальных школ, в том числе украинские школы в Амурской и Приамурской областях.
В Дальневосточной республике действовала система подготовки кадров для украинских школ:
- Преподавание украинского языка и литературы в программе Хабаровской учительской семинарии;
- Украинская учительская семинария (Свободный).

Осенью 1922 года, когда речь шла об объединении Дальневосточной республики и РСФСР, на Дальнем Востоке провели репрессии по отношению к несоветским (в том числе украинским) активистам. В ноябре 1922 года были арестованы дальневосточные украинские активисты (Юрий Глушко, Пётр Горовой и другие, которых в январе 1924 года в Чите осудили к тюремному заключению (подсудимым вменяли в вину ведение переговоров с атаманом Семёновым и его союзниками в октябре 1920 года, а также иную антисоветскую деятельность).

### Украинизация образования и науки в 1920-е — 1930-е годы

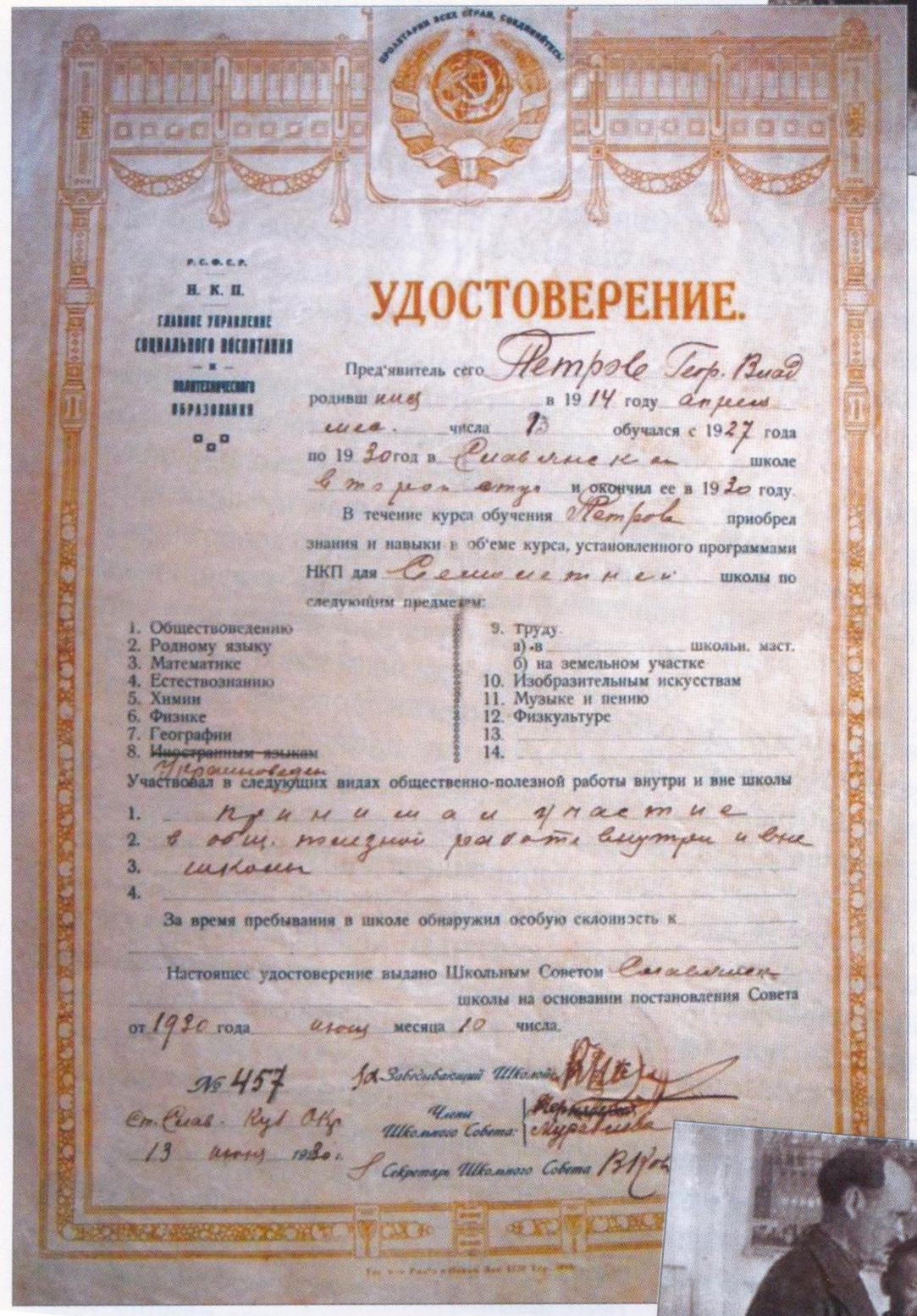
Свидетельство об окончании семилетней школы. Кубань, 1930. Введён предмет «украиноведение».

6 июля 1927 года ВУЦИК и СНК УССР одобрили постановление «Об обеспечении равноправия языков и о содействии развитию украинской культуры», которым в учебных учреждениях в качестве обязательных предметов были введены русский и украинский языки, а также украиноведение. В рамках украинизации школы большевикам удалось добиться впечатляющих статистических показателей. Согласно справке Наркомпроса, подготовленной к заседанию Политбюро ЦК КП(б)У от 10 апреля 1938 года, на Украине имелось 21656 школ, из которых 18101 школа была с украинским языком преподавания. Увеличение численности украинских школ произошло в начале 1930-х годов, в том числе за счёт школ иных нерусских национальных меньшинств (прежде всего польского и немецкого). В 1933 году Политбюро ЦК КП(б)У обязало республиканский Наркомпрос подготовить перераспределение «школьной сети в национальном разрезе». В 1934 году в Винницкой области 135 из 291 польских школ были преобразованы в украинские.

Украинизация шла не только в среднем, но и в профессиональном образовании. Уже к 1928 году украинцы составляли 54,0 % студентов вузов и 63,0 % студентов техникумов. В 1931 году Наркомпрос УССР предписал всем поступающим в вузы подавать письменные работы на украинском языке, а также ввёл обязательное изучение украинского языка для студентов (в том числе владеющих им). Также украинизации подвергся кадровый состав науки — доля украинцев среди научных сотрудников выросла в УССР с 28,0 % в 1925 году до 45,9 % в 1929 году.

### Украинизация советской печати
Украинизация печати в 1920-е годы в УССР шла очень быстрыми темпами. К 1928 году в Украинской ССР на украинском языке выходили 58 газет (68,8 % от их общего количества в УССР). В 1928 году на украинском языке в Украинской ССР издавались 71,2 % журналов, в 1929 году уже 84,0 %. Книги на украинском языке в общей массе книжной продукции в 1931 году составили 76,9 %. В начале 1930-х годов произошёл спад, и в 1935 году украиноязычные журналы составили лишь 56,1 % от журналов Украинской ССР. Власти УССР даже в условиях начавшейся в 1930-х годах борьбы с национализмом пытались проводить украинизацию печати, преодолевая сопротивление местных служащих. Например, изданное в сентябре 1933 года постановление харьковского партбюро о выпуске трёх железнодорожных газет на украинском языке удалось исполнить только после того, как 4 марта 1935 года вышло постановление ЦК КП(б)У (до этого все три газеты оставались русскоязычными).

### Украинизация театра
В 1920-е годы в Украинской ССР активно открывали украинские театры. В итоге, в 1931 году в Украинской ССР насчитывалось 66 украинских, 12 еврейских и 9 русских стационарных театров. Параллельно шла украинизация кадрового состава работников культуры. По переписи 1926 года 69,2 % работников культуры и просвещения УССР были украинцами.

### Украинизация областей РСФСР, заселённых преимущественно украинцами
Под давлением КП(б)У, в 1920-х — начале 1930-х годов проводилась украинизация Кубани, Донского края (ныне Ростовской области), Ставропольского края, части Северного Кавказа, Курской и Воронежской области РСФСР, исторически заселённых украинцами. В приказном порядке школы, организации, предприятия, газеты переводились на украинский язык обучения и общения.
Украинизация затронула и ряд областей Северного Казахстана, на тот момент являвшегося автономией в составе РСФСР. Так, почти все школы Фёдоровского района Кустанайского округа в 1930—1932 гг. были переведены на украинский язык, а сама украинизация в районе была закреплена за Харьковским обкомом партии.
В Дальневосточном крае местные власти в 1926 году вопреки указаниям Москвы отказались восстанавливать украинские школы, назвав их «искусственными». Из Украинской ССР в Дальневосточный край приезжали инспекции. Украинизация в Дальневосточном крае шла в 1931—1932 годах. 26 января 1931 года партийное руководство Дальневосточного края решило, что языковой барьер препятствует коллективизации. В ходе этой кампании украинизации в украинских национальных районах Дальнего Востока создали украинские школы, распространялись литература и газеты на украинском языке, а центрами украинизации стали Благовещенск и Спасск.

### Свёртывание советской украинизации
Украинизация в СССР была свёрнута в два этапа. На основании совместной директивы ЦК ВКП(б) и СНК СССР от 15 декабря 1932 года в конце 1932—1933 годах на территории РСФСР украинизация была полностью прекращена, а уже украинизированные школы преобразованы в русские. На территории Украинской ССР украинизация стала сворачиваться в конце 1930-х годов.

#### В РСФСР
На всей территории РСФСР украинизация была свёрнута на основании совместной директивы ЦК ВКП(б) и СНК СССР от 15 декабря 1932 года. Исполнение директивы на местах провели быстро — за несколько недель. Уже 28 декабря 1932 года бюро обкома ВКП(б) Центрально-Чернозёмной области во исполнение этой директивы принял следующие решения:
- С 1 января 1933 года прекратить преподавание украинского языка во всех школах I и II ступеней (кроме седьмых групп выпуска текущего учебного года);
- С 1 января 1933 года отменить все курсы по подготовке учителей украинского языка;
- Заменить во всех учебных планах преподавание украинского языка и литературы на преподавание русского языка и литературы;
- С 15 января 1933 года прекратить преподавание украинского языка в педагогических техникумах (кроме третьих курсов);
- Ликвидировать Борисовский и Волоконовский украинские педагогические техникумы;
- Прекратить преподавание украинского языка в Белгородском педагогическом институте;
- Упразднить курсы по обучению украинского языка для технического состава сельсоветов.

26 декабря 1932 года вышло распоряжение № 59 по Центрально-Чернозёмной области, которое ликвидировало украинизацию в судопроизводстве. Этот документ предписывал:
- Перевести все делопроизводство в судах и прокуратуре на русский язык;
- Немедленно прекратить переписку на украинском языке;
- Прекратить выплачивать работникам-украинцам любые надбавки за работу на украинском языке;
- Ликвидировать украинскую кассационную группу областного суда.

Деукраинизация прошла в 1933 году в РСФСР также на уровне районов. Так, Вейделевский районный комитет ВКП(б) принял резолюцию:
- Прекратить преподавание в 1-й и 2-й группах I ступени «по всем дисциплинам на украинском языке, перевести преподавание в них на русский язык с 15 января 1933 года»;
- С 15 января 1933 года прекратить преподавание «украинской мовы и литературы в 2-х, 4-х группах I ступени и 5-х и 6-х группах II концентра, ввести в них преподавание русского языка и литературы»;
- Оставить преподавание предметов на украинском языке в 7-й группе Николаевской школы крестьянской молодежи до конца учебного года;
- Перевести «сейчас же» преподавание на 11-ти месячных курсах педагогов на русский язык;
- «Все пункты ликвидации неграмотности и малограмотности перевести на русский язык с сегодняшнего дня, обеспечив их соответствующим количеством учебников на русском языке»;
- Все курсы по подготовке «массовых кадров для колхозов, совхозов и МТС» проводить на русском языке;
- «Библиотечную работу в районе перевести на русский язык, соответствующим образом комплектуя библиотеку русской литературой»;
- «Предложить РайОНО провести 2-х недельные курсы [для] учителей, недостаточно владеющих русским языком. Фракции РИКа выделить необходимые средства для обеспечения этих курсов»;
- «Предложить отделению ОГИЗа к 15 января 1933 г. обеспечить завоз необходимого количества учебников для школы на русском языке»;
- «Консультацию по заочному обучению в районе перевести на русский язык»;
- «Все райучреждения и с/советы, работавшие на украинском языке, перевести на русский язык»;
- «Предложить зав. культпропу РК ВКП(б)все массовое партийное просвещение перевести на русский язык, комплектуя парткабинет соответствующей литературой и учебниками на русском языке».

9 июля 1933 года коллегия Наркомата просвещения РСФСР приняла секретное постановление, которое предусматривало:
- «Вследствие имеющихся запросов с мест, подтвердить ранее данную директиву НКП о том, что все украинизированные школы на территории РСФСР к осени 1933 г. переходят на русский язык»;
- «предложить зав. Книгоцентром ОГИЗа т. Шварцу обеспечить все бывшие украинизированные школы по РСФСР русскими учебниками на одинаковых основаниях с русскими школами»;
- «Предложить Книгоцентру ОГИЗа в отношении снабжения русскими учебниками б[ывших] украинских школ районов Кубани исходить из норм: 1 букварь на каждого учащегося и 1 учебник на каждых 2-х учащихся для остальных учебников I-й ступени. Для II-й ступени сохранить обычные нормы НКП, за исключением грамматики для 5 года обучения, которую дать по норме один [учебник] на каждых двух учащихся».

#### В Украинской ССР
Украинизация натолкнулась на сильное сопротивление со стороны ряда советских и партийных служащих, а также среди местного населения Украинской ССР, причём в некоторых случаях оно получало поддержку общесоюзных органов.
В июле 1927 года союзный Совнарком подтвердил, что РККА может вести делопроизводство на русском языке на всей территории СССР. Сопротивление в общесоюзных органах встретило желание руководства УССР вести переписку с Центром на украинском языке. Против форсированной украинизации выступило Политбюро ЦК ВКП (б), которое 24 мая 1928 года, признав правильным сам курс на украинизацию, продлило сроки перевода делопроизводства на украинский язык, а также признало неправильным «такое толкование закона об обязательности изучения украинского языка, которое бы приводило к недопущению на службу лиц, не владеющих ещё украинским языком». 
Уже в начале 1930-х годов были приняты меры по сворачиванию украинизации. В августе 1932 года И. В. Сталин заявил о серьёзном неблагополучии в украинских партийных организациях и о засилии в них скрытых националистов и иностранных агентов. На фоне этого политику украинизации начинают свёртывать.
Большой удар по украинизации нанесла чистка КП(б)У от «националистов», провозглашённая в декабре 1932 года. Помимо чистки партийных рядов прошли массовые увольнения работников образования, науки и культуры, обвинённых в украинском национализме. Только за период с марта 1933 года по январь 1934 года из школ УССР было уволено по обвинению в национализме около 4 тыс. учителей (правда, прежде всего польских и немецких школ).
Аресту подверглись около двух тысяч председателей колхозов, начались аресты бывших «правых коммунистов». В 1933 году комиссия по правописанию признала нормы 1927—1929 годов «националистическими» и переработала их.
В апреле 1934 года Оргбюро ЦК КП(б)У создало специальные комиссии из представителей партийных и комсомольских организаций, Наркомпроса и органов госбезопасности, которые должны были к 1 июня 1934 года проверить национальные районы и школы и очистить их от «антисоветских элементов». Чистка от националистов в Академии наук прошла ещё раньше — в январе 1934 года, когда были исключены из Академии наук учёные-галичане — М. С. Возняк, Ф. М. Колесса, К. И. Студинский и В. Г. Щурат. В 1933 году из Наркомпроса УССР вычистили более 200 человек, в его научно-исследовательских учреждениях репрессировали 270 учёных и преподавателей, а в пединститутах — 210. Также было увеличено число часов русского языка в школах. Если в 1932/33 учебном году в национальных школах Украинской ССР русский язык изучался по 2 часа в неделю начиная с 4-го класса и 1 час в неделю в 3-м классе, то с 1933/34 учебного года в неделю в 3-м классе было уже 3 часа русского языка.
Тем не менее, в 1933—1937 годах власти УССР продолжали проводить украинизацию, сочетая её с чисткой от националистов (среди которых было много украинизаторов). Так, на XIII съезде КП(б)У, проходившем в 1937 году, С. В. Косиор (впоследствии репрессированный) говорил о «продолжении линии на дальнейшую украинизацию» по тем же направлениям, что и десять лет назад.
В 1935 году Наркомпрос запретил учителям школ с украинским языком обучения вести внеклассную работу на русском языке, а с августа того же года аппарат облисполкома Донбасса ввёл делопроизводство на украинском языке. Тем не менее сопротивление украинизации на местах нарастало. В 1935 году ЦК КП(б)У выяснило, что украинизация идет очень медленно даже в руководящих партийных и советских органах Днепропетровской, Одесской, Николаевской областей, а также в Донбассе: по-прежнему на русском языке велись значительная часть деловой переписки и общение с посетителями. При этом местные власти (например, в Донбассе) в рамках кампании против националистов начали переводить делопроизводство на русский язык, а учителя в смешанных школах стали активнее использовать русский язык.
Намного активнее деукраинизация образования пошла с 1938 года, когда было установлено в Украинской ССР, что во всех нерусских школах русский язык должен изучаться со 2-го класса начальных и с 3-го класса неполных средних школ. Тем не менее, полностью достижения украинизации советская власть не собиралась ликвидировать — речь шла скорее о корректировке курса. Результаты украинизации были впечатляющими. В 1939 году в Украинской ССР выходили 885 украинских газет и только 304 русских, к 1939 году украинцы составляли 66,1 % рабочих и 56,0 % служащих республики. На 1 января 1936 года украинцами были 53,7 % студентов вузов, 75,3 % студентов техникумов, 65,0 % студентов рабфаков.

## Украинизация польской Волыни и чехословацкого Закарпатья в 1930-е годы
После распада Российской и Австро-Венгерской империй западные украинские земли были включены в состав Польши, Чехословакии и Румынии. Перед руководством этих государств стоял сложный выбор: избрать курс на ассимиляцию украинцев или же, учитывая воздействие национальной политики в УССР, представить собственный вариант украинизации.
В межвоенной Польше украинский вопрос стоял очень остро. Бывший петлюровец и волынский воевода Г. Юзевский предложил отделить Волынь от Галиции. В рамках реализации «волынского эксперимента» Г. Юзевского в Волынском воеводстве в 1930-е годы проводилась политика умеренной украинизации, сочетавшаяся с полонизацией. Проводниками политики были украинские эмигранты из УНР. На Волыни в 1930-е годы прошла украинизация православного богослужения, во многих польских школах украинский язык преподавался как обязательный предмет, были созданы подконтрольные властям этнически смешанные общественные организации (деятельность галицких организаций была запрещена). Волынская украинизация была направлена на создание прослойки лояльных польским властям украинских кадров и предусматривала «насыщение украинских национальных черт побегами польской» культуры. Однако в воеводстве этнические поляки всё же преобладали как среди школьных учителей, так и среди чиновников, а чисто украинских школ почти не было. Волынский проект украинизации был окончательно свёрнут в 1938 году после перевода Юзевского в Лодзь, а в феврале 1939 года Министерство внутренних дел Польши при поддержке нового воеводы приняло программу ускоренной полонизации Волыни, направленную на расширение и углубление «принципов сосуществования польского и непольского населения, ввиду основополагающего утверждения о том, что именно государственная и национальная ассимиляция непольского населения является главной целью этого сосуществования».
На части территории чехословацкого Закарпатья в течение нескольких месяцев конца 1938 — начала 1939 годов украинизацию пыталось проводить правительство А. И. Волошина. О её результатах судить трудно, так как уже в марте 1939 года Закарпатье было аннексировано Венгрией.

## Украинизация западноукраинских земель 1939—1941 годов
На территории Львовской, Станиславской и Тернопольской областей украинизация началась с момента присоединения этих земель к УССР и шла параллельно с советизацией региона. Польский язык интенсивно вытеснялся украинским из всех сфер жизнедеятельности. Ещё до начала Великой Отечественной войны Львовский университет им. Яна Казимира был переименован в честь Ивана Франко и украинизирован — так же, как и Львовская опера, получившая то же имя. Советская власть в массовом порядке открывала новые украинские школы (из общего числа школ — 6280 — 1416 были открыты советскими властями, украинских школ было более 5600) и основывала новые украиноязычные газеты. Украинизация происходила без «коренизации» — центральные власти присылали в регион руководителей и специалистов из восточных регионов Украины, местные украинцы не допускались к управлению. В качественном отношении это был плохой вариант украинизации: после репрессий в партийном и государственном аппарате СССР преобладали кадры без должного опыта и образования. По словам секретаря Дрогобычского областного комитета КП(б)У, партийные руководители восточных областей «посылали худших работников в западные области».

## Украинизация времён немецкой оккупации

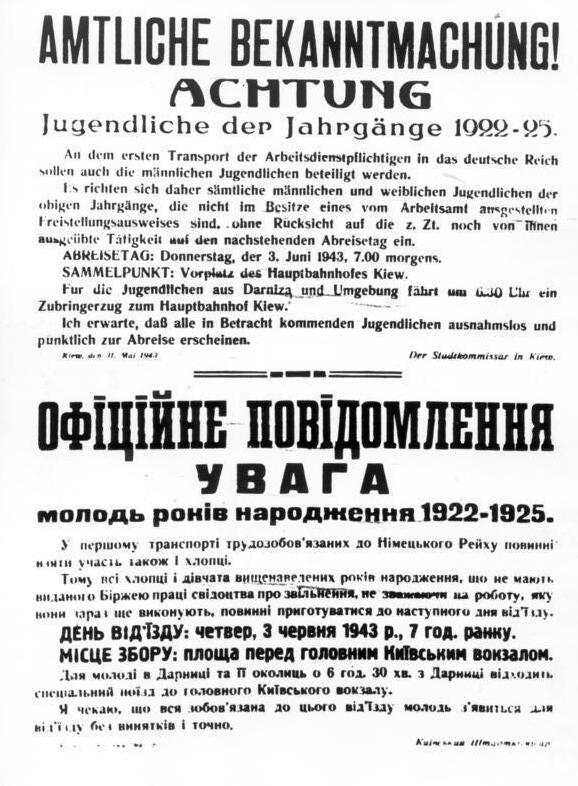
Двуязычный плакат немецких оккупационных властей на немецком и украинском языках, сообщающий об отправке молодёжи на работу в Германию. Киев. 31 мая 1943 года.

На территории дистрикта Галиция (в составе Генерал-губернаторства, то есть земель, бывших до 1939 года под властью Польши) немцы воспринимали украинцев как более лояльное им, по сравнению с поляками, население, поэтому при общей тенденции на германизацию (в том числе образования) позволялось массовое издание литературы на украинском языке. Был сформирован Украинский центральный комитет как орган, «представлявший интересы» украинцев перед немецкой администрацией.
На территории Рейхскомиссариата Украина первые несколько месяцев ознаменовались тенденцией к демонстративному противопоставлению украинцев русским при явном благоволении к украинцам, возникло большое количество изданий на украинском языке и украинских общественных организаций. Однако уже с ноября 1941 года начинаются репрессии в отношении украинских националистов, появляются запреты на ношение украинской национальной символики. Дальнейшая политика в отношении украинской культуры и украинского языка была непоследовательной и различалась от региона к региону. При этом наметились общие тенденции:
- образование на украинском языке было ограничено 4 классами начальной школы.
- выходили газеты как на русском, так и на украинском языках, но последние преобладали.

В Харьковском Государственном архиве (ГАХО) на ул. Университетской хранится приказ № 24/5-6 обер-бургомистра города Харькова Крамаренко от 9 марта (повторно — 16 марта, есть небольшие текстовые разночтения) 1942 года:

«Уже пятый месяц над свободным городом рядом с победоносным германским знаменем развевается наше родное жёлто-голубое украинское знамя как символ новой жизни, нового возрождения нашей матушки-родины. Однако, к большому сожалению и стыду для всех нас — украинцев, всё ещё остаётся кое-где позорное большевистское наследие. К большому стыду для всех нас, и к вполне понятному гневу украинского населения, приходится слышать в некоторых учреждениях, даже в районных управах, разговоры на русском языке со стороны представителей власти. Позор за это тем, кто становится свободным гражданином освобождённой родины. Позор и не место с нами тем, кто брезгует своим родным языком. Мы этого не допустим, этого не может быть. Поэтому приказываю категорически запретить в дальнейшем кому-либо из представителей власти разговоры на русском языке в рабочее время в учреждениях».
Обер-бургомистр города Харькова Крамаренко, зам. Л. Э. Кублицкий-Пиотух.
16 марта 1942 года.

## Послевоенная украинизация Закарпатья
Американско-канадский профессор Пол Роберт Магочий описывает, как в переписи населения 1945 года местные жители, независимо от их самоназвания, согласно правительственным директивам были записаны украинцами. Тех, кто на вопрос о национальности называл себя русским (так с древних времён называли себя карпатские русины), спрашивали, не из России ли они, а когда следовал ответ, что они местные, им отвечали, что это означает, что они украинцы. По словам Магочия, сами по себе подобные действия не делали из карпатских русин одномоментно сознательных украинцев, однако за последующие десятилетия советские власти преуспели в изменении их сознания больше, чем многие государства-предшественники.

## Украинизация в Украине после распада СССР
| - Доля учащихся в школах с украинским языком обучения в 1991/92 учебном году - Отношение доли учащихся в школах с украинским языком обучения в 1991/92 учебном году к доле населения, назвавшего родным украинский язык во время переписи 1989 года |

28 октября 1989 года Верховный Совет Украинской ССР внёс изменения в Конституцию УССР и принял Закон «Про мови в Українській РСР» (О языках в Украинской ССР). Украинский язык был объявлен единственным государственным языком. Другим языкам, употребляемым на Украине, была гарантирована конституционная защита.
На Украине принимались постановления государственных ведомств и местных органов власти, имеющие целью расширение сферы использования украинского языка. Осуществлялся постепенный переход образования, теле- и радиовещания на украинский язык.
- Между 1991/92 и 2012/13 учебными годами в Украине доля учеников, получающих общее среднее образование на украинском языке, возросла с 49,3 %[61] до 82,0 %[62]. В 2013/14 учебном году Ровненская область стала первым регионом Украины, где практически не осталось русскоязычных школ и классов: все ученики в области получали общее среднее образование на украинском языке. Также во всех областях Украины и городе Киев доля учеников, получающих общее среднее образование на украинском языке, превышала долю населения этих регионов, указавшего украинский язык родным во время переписи 2001 года. Тем не менее, в Автономной Республике Крым и городе Севастополь доля обучающихся на украинском была ниже доли населения, указавшего его родным в последней на тот момент переписи населения, а в Донецкой и Луганской областях на русском языке всё ещё обучалось около половины учеников[62].

### Административное сужение сферы использования русского языка

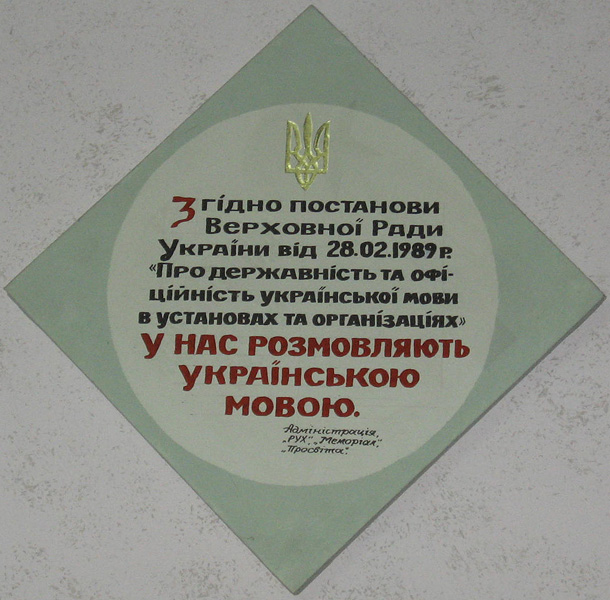
«У нас разговаривают по-украински». Объявление администрации в муниципальной поликлинике, Львов

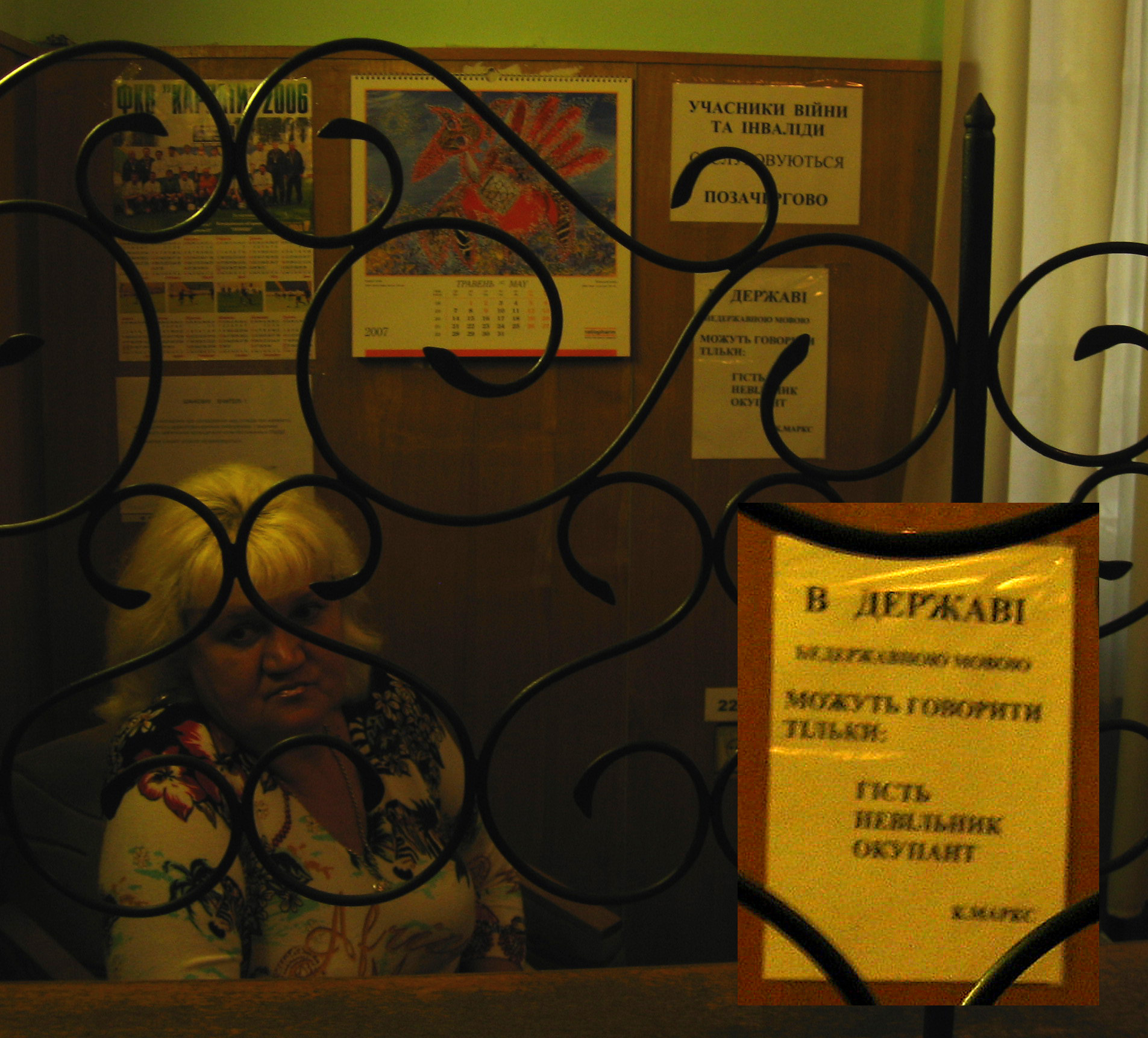
«В государстве на негосударственном языке может говорить гость, невольник, оккупант. К. Маркс». Объявление в медицинском учреждении во Львове. Нет доказательств, что К. Маркс так когда-либо говорил

- 28 февраля 2007 года Конституционный суд Украины запретил выступать на своём заседании на русском языке депутату Верховной рады Сергею Матвиенкову и попросил сделать перевод его доклада на украинский язык[64].
- 16 апреля 2008 года в Страсбурге на сессии ПАСЕ на вопрос К. Косачёва о закрытии русскоязычных школ и запрете показывать не переведённые на украинский язык фильмы премьер-министр Юлия Тимошенко ответила[65][66][67][68]:

И ещё в Украине едят младенцев на завтрак. … Это вдобавок ко всем обвинениям. Хочу сказать, что страсти нагнетать не нужно. После советской диктатуры украинцы в Украине стали нацменьшинством. И нам потребуется много времени, чтобы восстановить наш язык, настоящую историю и настоящую культуру.
Оригинальный текст (укр.)І ще в Україні їдять немовлят на сніданок. … Це в додаток до всіх звинувачень. Хочу сказати, що страсті нагнінати не треба. Після радянської диктатури українці в Україні стали нацменшиною. І нам треба витратити багато часу на те, щоб відновити нашу мову, справжню історію і справжню культуру.
- 30 сентября 2009 года премьер-министр Украины Ю. Тимошенко подписала постановление правительства[69], согласно которому в украинских школах в рабочее время предписывалось постоянно употреблять украинский язык, в том числе параллельно с языком национальных меньшинств, если на таком языке ведётся учебный процесс. Конституционный суд Украины 10 февраля 2010 года, через три дня после победы Виктора Януковича на президентских выборах, отменил данное постановление: «Кабинет министров Украины вышел за пределы своих полномочий, так как, согласно Конституции Украины, порядок использования языков определяется исключительно законами Украины»[70].

### Общественное мнение
По результатам общенационального социологического опроса (в котором репрезентативно были представлены русскоязычные граждане), проведённого в феврале 2000 года Центром Разумкова, 36,8 % опрошенных считали, что культурно-языковые потребности русскоязычного населения удовлетворяются частично, 7,6 % — что они «не удовлетворяются», 44,4 % респондентов считали, что национально-культурные потребности русскоязычного населения на Украине удовлетворяются в полной мере, и 11,2 % затруднились с ответом.
По данным одного из исследований 2005 года, 47,4 % граждан Украины выступали за преподавание русского языка в школах в том же объёме, как и украинского, 28 % — за преподавание русского в большем объёме, чем иностранные языки, но в меньшем объёме, чем украинский язык, 19,9 % — не в большем объёме, чем иностранные языки.
По данным исследования КМИС 2005 года, 46 % граждан выступали против дублирования и добавления титров на украинском языке современных российских фильмов, за титры без дубляжа — 32 %, за дубляж и титры — 13 %.
По данным опроса, проведённого Социологической группой «Рейтинг» с 16 ноября по 10 декабря 2018 года в рамках проекта «Портрети Регіонів», 63 % респондентов поддерживали статус украинского языка как единственного государственного на всей территории Украины (в 2016 — 58 %). 15 % считали, что единственным государственным языком должен быть украинский, а русский — вторым официальным в некоторых регионах страны (в 2016 — 22 %), в то время как 17 % придерживались мнения, что русский язык должен стать вторым государственным языком (в 2016 — 15 %). 4 % затруднились с ответом. Желание сохранить «языковой статус-кво» — украинский язык единственным государственным без какой-либо «официализации» русского — разделяло абсолютное большинство респондентов в Тернопольской (95 %), Ивано-Франковской (94 %), Львовской (90 %), Ровненской (87 %), Волынской (85 %), Хмельницкой (85 %), Черкасской (85 %), Закарпатской (82 %), Полтавской (80 %), Черниговской (80 %), Винницкой (75 %), Житомирской (74 %), Черновицкой (71 %), Кировоградской (70 %), Киевской (68 %), Херсонской (65 %), Сумской (60 %), Николаевской (60 %), Днепропетровской (52 %) областях и городе Киеве (65 %), относительное большинство (43 %) респондентов в Запорожской области. В то же время поддержка предоставления русскому языку статуса второго государственного относительно преобладала в Одесской (41 %) и Харьковской (37 %) областях, а также в свободных на тот момент от российской оккупации частях Луганской (39 %) и Донецкой (37 %) областей.
Во время опроса в декабре 2022 года респондентов спросили: «Как должна развиваться языковая ситуация в Украине в перспективе», — без уточнения, насколько далёкой. В ответах они имели выбор между господством одного из языков (украинского или русского) и их более или менее паритетным сосуществованием в двуязычной Украине. За преимущественное украиноязычие высказались 80 %, а за двуязычие — только 15 %. Преимущество украинского во всех сферах поддерживают, в частности, большинство жителей востока и юга (66 %) и тех, кто говорит на русском языке (57 %). В ответ на вопрос, что «в первую очередь» должна делать государственная политика в языковой сфере, 66 % высказались за вариант «способствовать распространению украинского языка во всех сферах жизни» — и только 6 % назвали приоритетным «решить вопрос о статусе русского языка». Ещё 17 % выбрали «защиту прав национальных меньшинств». Подавляющее большинство украинцев желает употребления в публичной сфере именно украинского языка и обязательства работников этой сферы обеспечить возможность его употребления всеми, кто этого желает. 82 % считают, что в государственных учреждениях общение работников с посетителями должно происходить на украинском языке, однако 11 % признаёт право выбора посетителя, а ещё 4 % до сих пор считает, что выбирать язык должны работники учреждений. Когда речь идет о частной сфере обслуживания, 63 % респондентов считают, что на всей территории Украины работники обязаны отвечать на украинском языке тем посетителям, которые на нём к ним обращаются, а 25 % придерживаются мнения, что те могут отвечать, как им удобнее.
По данным опроса, проведённого КМИС в феврале 2023 года, ещё в 2019 году всего 8 % украинцев считали, что вообще не стоит изучать русский язык в украиноязычных школах, в то время как в 2023 году таких людей — 52 %. И хотя 42 % поддерживают сохранение изучения русского языка в определённом объёме, но даже здесь произошли значительные внутренние изменения в сторону снижения времени, которое должно отводиться на изучение русского языка. Так, в 1998 году 46 % считали, что объём изучения должен быть таким же, как и для украинского языка. В 2019 году этот показатель составлял 30 %, а в 2023 — только 3 %. Также с 32 % до 6 % стало меньше тех, кто считает, что русский язык должен изучаться в меньшем объёме, чем украинский, но в большем, чем другие иностранные языки. В 2023 фактически из указанных 42 % подавляющее большинство — 33 % (или почти 80 % этой категории граждан) — хотели бы, чтобы русскому языку отводили столько же или меньше времени, чем другим иностранным языкам.
По данным опроса, проведённого Центром Разумкова в мае 2023 года, с 32 % до 74 % по сравнению с 2011 годом выросла доля жителей Украины, которые гордятся её государственным языком. 69 % граждан, оценивая свой уровень владения украинским языком, ответили, что свободно им владеют; 28 % — что их уровня владения украинским языком достаточно для общения на бытовом уровне, однако им трудно говорить на нём на специальные темы; 2 % — что плохо понимают украинский язык, для них является проблемой общаться на нём; 0,6 % — что вообще не понимают украинский язык. Украинский язык родным назвали 78 % опрошенных: в 2017 году таких было 68 %, в 2015 — 60 %, в 2006 — 52 %. Ответили, что и украинский, и русский в одинаковой степени являются для них родными, 16 % опрошенных (это столько же, сколько было в 2006 году, однако, в 2013 и 2015 гг. доля таких была больше — соответственно 23 % и 22 %). Доля тех, кто назвал родным русский язык, составляет 5 %: в 2017 таких было 14 %, в 2013 — 26 %, в 2006 — 31 %. Разговаривают дома только или преимущественно на украинском 68 % опрошенных: в 2015 таких было 50 %, в 2006 — 46 %. Разговаривают дома только или преимущественно на русском 9 % опрошенных: в 2015 таких было 24 %, в 2006 — 38 %. Разговаривают примерно в одинаковой степени на украинском и русском 22 % (в 2015 — 25 %, в 2006 — 15 %). Общаются за пределами дома (например, на работе, учебе) только или преимущественно на украинском 65 % опрошенных: в 2015 таких было 46 %. Только или преимущественно на русском — 8 % опрошенных, в 2015 таких было 24 %. Разговаривают вне дома в равной степени на украинском и русском 26 % (в 2015 — 29 %). 74 % респондентов, отвечая на вопрос, на каком языке более престижно разговаривать среди их друзей и коллег по работе или учебе, назвали украинский язык, 9 % — русский, 13 % ответили — «всё равно, на каком». В 2015 эти показатели составляли, соответственно, 43 %, 21,5 % и 29 %.
Согласно опросу, проведённому КМИС в мае-июне 2023 года, абсолютное большинство украинцев — 84 % — продолжают придерживаться мнения, что на Украине нет проблем с использованием русского языка и русскоязычные граждане не подвергаются притеснениям и преследованиям (в мае 2022 года показатель был 93 %). Только 8 % считают, что русскоязычные граждане подвергаются систематическим притеснениям и преследованиям (в мае 2022 года показатель был 5 %). Среди тех, кто дома общается преимущественно или только на русском языке, 81 % считают, что никаких притеснений или преследований нет, и только 13 % считают, что такие притеснения есть.

### Президентство Петра Порошенко
6 июля 2016 года президент Пётр Порошенко подписал закон «О внесении изменений в некоторые законы Украины относительно доли музыкальных произведений на государственном языке в программах телерадиоорганизаций», установивший языковые квоты для радиовещания и потребовавший в течение трёх лет довести долю песен на украинском языке до 35 % от среднесуточного объёма вещания, долю информационных программ на украинском языке — до 60 %. 7 июня следующего года он поставил подпись под закон о языковых квотах на телевидении (не менее 75 % передач и фильмов на украинском языке для общенациональных и региональных компаний и 60 % для местных телерадиокомпаний). Уже к концу 2018 года, как отчитались в Национальном совете по вопросам телевидения и радиовещания, доля украинского языка в эфире общенациональных телеканалов в среднем составила 92 %, в эфире общенациональных радиостанций — 86 %. «Украинский телевизионный контент» в эфире общенациональных ТВ-каналов составил 79 %, контент стран ЕС, США и Канады — 14 %, при этом российский сократился до исторического минимума в 7 %.
В сентябре 2017 года Порошенко подписал закон «Об образовании». Переход на обучение на украинском языке должен полностью завершиться к 1 сентября 2020 года. В апреле 2019 года из-за критики в адрес Украины со стороны ряда восточноевропейских соседей в закон были внесены поправки, предусматривающие послабления лишь для обучения на родном языке представителей национальных меньшинств Украины, чьи языки являются официальными языками Евросоюза: для них переходный период продлён до 1 сентября 2023 года. Лицам, которые принадлежат к национальным меньшинствам Украины, законом предусмотрена возможность получения дошкольного и начального образования, наряду с государственным языком, на языке соответствующего национального меньшинства — но только в коммунальных образовательных учреждениях, где для этого могут создаваться отдельные классы (группы). Возможность получения дошкольного и общего среднего образования на родном языке предусмотрена лишь для представителей так называемых «коренных народов» — также только в коммунальных образовательных учреждениях, где для этого могут создаваться отдельные классы (группы). При этом закон не содержит перечня «коренных народов».
По мнению противников закона, эти положения противоречат ст. 10 Конституции Украины, в которой указано, что украинское государство способствует развитию и русского языка, и языков других национальных меньшинств. Право свободного пользования родными языками во всех сферах общественной жизни, включая образование, гарантировалось и в Декларации прав национальностей Украины. Противоречит новый закон также закону «О ратификации Европейской хартии региональных языков или языков меньшинств» 2003 года.
Венецианская комиссия, рассмотрев положения закона, указала на то, что он предполагает дискриминацию в отношении «языков, которые не являются официальными языками ЕС, в частности, русского языка, как наиболее широко используемого негосударственного языка».
В 2018 году Порошенко подписал указ об укреплении статуса украинского языка. В марте 2019 года, выступая в ходе предвыборной кампании на мероприятии, посвящённом 205-летию со дня рождения Тараса Шевченко, Порошенко объявил, что Украина освободилась от длившейся годами «культурной оккупации» со стороны России:
Мы покончили с многолетним унижением, когда украинский язык на Украине приходилось буквально спасать. Сегодня амбиции у нас ещё выше: представить нашу культуру и язык так, чтобы их красоту и силу по достоинству оценил весь мир.

### Закон Украины «Об обеспечении функционирования украинского языка как государственного»
25 апреля 2019 года Верховная рада приняла Закон Украины «Об обеспечении функционирования украинского языка как государственного», которым украинский язык утверждён как единственный государственный. Законом вводятся новые нормы использования украинского языка в телеэфире; закон обязывает всех претендентов на получение гражданства Украины сдавать экзамен на знание украинского и предписывает полный переход всех школ на преподавание только на государственном языке с 1 сентября 2020 года. В документе впервые закреплена обязанность гражданина Украины знать украинский язык — в связи с этим по всей Украине должны быть открыты бесплатные курсы для взрослых и бесплатные пункты тестирования на знание государственного языка. Закон предусматривает введение должности уполномоченного по языку, который будет следить за тем, чтобы украинский язык не подвергался дискриминации, а также контролировать процедуру сдачи языкового экзамена всеми претендентами на получение государственных должностей (кроме депутатов Верховной рады).
Порошенко назвал принятие закона «ещё одним важнейшим шагом на пути ментальной независимости» украинцев: «Принятие закона — это действительно историческое решение, которое стоит рядом с восстановлением нашей армии и получением автокефалии… Украинский язык — это символ нашего народа, нашего государства и нашей нации»,— написал он на своей странице в Facebook.
15 мая, за 5 дней до инаугурации Владимира Зеленского, Порошенко подписал закон о государственном языке.

### Полномасштабное вторжение России
Вторжение России на Украину в 2022 году спровоцировало значительные изменения в восприятии украинским обществом языкового вопроса: значительная часть в прошлом русскоязычного населения перешла на украинский язык, а популярность идеи о предоставлении русскому языку официального статуса во всей стране или в отдельных её областях достигла самых низких показателей с момента обретения Украиной независимости. В столице и ряде областей Украины были украинизированы практически все существовавшие в них до начала российского вторжения русские классы и школы: по состоянию на 2023/24 учебный год только в Харьковской и Днепропетровской областях до сих пор существовали классы с русским языком преподавания, суммарно в них насчитывалось менее 500 учеников. В школах Киева, Черкасс, Житомира, Николаева и Одессы отказались от преподавания русского языка как дисциплины. По состоянию на 2024/25 учебный год классы с преподаванием на русском языке существуют только в Харьковской области, в них насчитывается 345 учеников. В 99 % учебных заведений на свободной от российской оккупации территории Украины преподают на украинском языке.
В то же время насильственной русификации подвергаются оккупированные Россией территории Украины — в школах преподают только на русском языке даже в полностью украиноязычных населённых пунктах. Украинские учебники оказались под запретом, а желающие учиться на украинском вынуждены делать это втайне от оккупационных властей. Русификации также подвергаются депортированные в Россию украинские дети.